# حسين الحسيني
حسين الحسيني (15 نيسان/أبريل 1937 - 11 كانون الثاني/يناير 2023) رئيس مجلس النواب اللبناني الأسبق، ويلقّب بـ"عرّاب اتفاق الطائف".

## سيرة
ولد حسين أحمد الحسيني في منتصف نيسان 1937 وهو من بلدة شمسطار اللبنانية (قضاء بعلبك - محافظة بعلبك الهرمل).
بعدما حاز التعليم ما قبل الجامعي في لبنان، سافر إلى مصر ليحوز شهادة دبلوم في إدارة الأعمال من جامعة القاهرة في العام 1963. ثم عمل بالفترة ما بين 1956-1963 مديراً لإدارة شركة توليد وتوزيع الطاقة الكهربائية في مدينة بعلبك اللبنانية. ورأس منذ العام 1957 إلى 1998 بلدية شمسطار، وشيّد على نفقته مبنى البلديّة.
تزوّج من حياة الحسيني وأنجبا ستةُ أبناء.

## نشاطه السياسي
انتخب الحسيني في العام 1972 عضوًا بالبرلمان اللبناني عن بعلبك الهرمل، وانتخب نائبًا بكل الدورات التي تلت حتى تاريخ استقالته في 12 آب/أغسطس 2008، في خطوة شكلت صدمة في تلك الحقبة، واعتُبرت غير مسبوقة، بالإعلان عنها خلال جلسة مناقشة البيان الوزاري لحكومة فؤاد السنيورة، إذ توجه آنذاك بجملته الشهيرة: 
"أمام حقيقة أن السلطة قادرة إذا أرادت وحقيقة أنها حتى الآن لا تريد أعلن استقالتي من عضوية هذا المجلس".
فالحسيني كان طوال فترة عضويته بالبرلمان اللبناني، مستقلا، لا ينتمي لأي تكتل سياسي، كذلك لم ينخرط في إطار ما عُرِف بالصراع بين 8 آذار و14 آذار اللذين برزا بعد استشهاد رئيس الحكومة الأسبق رفيق الحريري وخروج الجيش السوري من لبنان. فقد تميزت مسيرة الحسيني بمواقفه المستقلة، وانتقاده سياسات الحكومات المتتالية لعدم تطبيقها بنود اتفاق الطائف، متخذاً مواقف حادة رافضة لتشويه وجه لبنان الحضاري وتحجيم دوريه العربي والدولي، أو جرّه إلى أي محور عربي ودولي، معبّراً عن امتعاضه من طريقة التعاطي مع الدستور اللبناني، "والمشهد المحزن المستمرّ وكأنه لم يتم التعلم من تجارب الماضي". فقد أدى دورا وطنيّا وحدويّا مميّزا في أحداث لبنان في الربع الأخير من القرن العشرين، وتميّز بالاعتدال والحكمة.

وفي خطوة مشابهة لتلك التي اتخذها في العام 2008، انسحب الحسيني من الانتخابات النيابية لعام 2018، قبل إغلاق باب تسجيل اللوائح الانتخابية. وقال في بيان انسحابه إن: 
"المواجهة الآن تقوم على عدم الاعتراف بشرعية هذه الانتخابات التي تنظمها سلطات لا شرعية لها أصلاً، والمواجهة تقوم في الأساس على المبادرة إلى فرض تطبيق الدستور بما ملكت أيدي المواطنين والمواطنات، وصولاً إلى تحرر اللبنانيين واللبنانيات من الوصايات الطائفية السياسية، وتحرير لبنان من الوصايات الأجنبية، وبالتالي إقامة النظام بصيغته المدنية على أسس الحرية والمساواة والاستقلال".
تولى الحسيني عدة مهام في غير شأن اجتماعي وسياسي، منها:
شارك الحسيني الإمام موسى الصدر في تأسيس المجلس الإسلامي الشيعي الأعلى، وحركة "أفواج المقاومة اللبنانيّة- أمل" 1973، وقد ترأس الحركة منذ العام 1978 إلى العام 1980، بعد اختفاء الإمام موسى الصدر، ثم ما لبث أن انفصل عن حركة أمل. وقد عرفت هذه الحركة في بداياتها، بـحركة المحرومين.
كما شارك في تأسيس الهيئة الوطنية للمحافظة على الجنوب في العام 1977، وانتخابه عضواً في لجنتي المالية والأشغال. كذلك رأس مجلس النواب اللبناني منذ العام 1984 ولغاية 1992 بعد نهاية الحرب الأهلية اللبنانية، وكانت له مساهمة كبيرة بالتوصل إلى اتفاق الطائف لحل الأزمة اللبنانية.

## عرّاب الطائف
ترأس الحسيني مؤتمر النواب اللبنانيين الذي عقد في مدينة الطائف من 1 تشرين الأول حتى 23 تشرين الأول 1989 حيث صدر عنه وثيقة الوفاق الوطني التي عرفت باتفاق الطائف. إذ يعدّ الحسيني من المساهمين الفاعلين إلى جانب رفيق الحريري والدبلوماسية السعودية، في التوصل إلى اتفاق الطائف الذي أخرج لبنان من دوامة العنف والحرب الأهلية، ما جعل كثير من اللبنانيين، يطلقون عليه لقب: "عرّاب الطائف" أو "أبو الطائف"، ولاسيما أن العديد من وثائق المداولات والمفاوضات الخاصة بالاتفاق بقيت في عهدته، ولم يكشف عن تفاصيلها كاملة.

## كتابات
ألقى الحسيني عدة محاضرات، وعقد ندوات عديدة في لبنان والعالمين العربي والإسلامي وأوروبا والولايات المتحدة الأمريكية، حول الأزمة اللبنانية. كما ساهم بالعديد من الاستشارات القانونية، وكانت له كتابات وآراء في الشؤون السياسية والتاريخية والاجتماعية والتنموية. كذلك مجموعة من الاصدارات منها:
- مبادئ المعارضة اللبنانيّة: مخاطبات وبيانات وتصريحات الرئيس حسين الحسينىى من 9 أيار 1993 إلى 14 شباط 1994 - بيروت 1994.[17][18]
- رئيس مجلس الوزراء في لبنان بعد الطائف 1989 - 1998 (تقديم).[19]
- قراءة في فكر المطران جورج خضر (مشاركة مع آخرين) - 2008.[20]
- كلمات في الحكم.[14]

## وفاته
توفي حسين الحسيني صباح الأربعاء في 11 كانون الثاني/ يناير 2023، بعدما ألم به عارض صحي ودخل على اثره إلى مستشفى الجامعة الأميركية في العاصمة بيروت للعلاج.
وقد أسلم الروح عند الساعة السادسة من صباح يوم الأربعاء، إثر إصابته بإنفلونزا حادة استدعت نقله إلى غرفة العناية الفائقة منذ 3 كانون الثاني.

### حداد رسمي
فور وفاة الحسيني، أعلنت رئاسة مجلس الوزراء، الحداد الرسمي لمدّة ثلاثة أيام اعتبارًا من يوم الأربعاء 11 كانون الثاني 2023، وتنكيس الأعلام على الإدارات العامة والمؤسسات العامة والبلديات، كما تعدّل البرامج العاديّة في محطّات الإذاعة والتلفزيون بما يتناسب مع الحدث الأليم.
كذلك تأجّلت جلسة مجلس النواب التي كان من المقرّر انعقادها يوم الخميس في 12 كانون الثاني 2023 إلى يوم الخميس الواقع في 19 كانون الثاني 2023، وذلك لانتخاب رئيس للجمهورية.

### عائلة الحسيني
جاء في نعي عائلة الحسيني:
"إنَّا لله وإنَّا إليه راجعون. بالرضى والتسليم لمشيئة الله تعالى، ننعي المرحوم الرئيس السيد حسين الحسيني. الدفن يوم الخميس الواقع في 12 كانون الثاني. تقبل التعازي في منزله في شمسطار حتى نهار السبت 14 كانون الثاني. وفي بيروت يومي الإثنين والثلاثاء في 16 و17 كانون الثاني، في قاعة "سي سايد بافييون" في بيال من الساعة الحادية عشرة صباحا حتى السادسة مساءً".

### بري
نعى رئيس مجلس النواب اللبناني نبيه برّي، الحسيني، في بيان، ومما جاء فيه: 
"بمزيد من الرضى والتسليم بمشيئة الله سبحانه وتعالى، بإسم الشعب اللبناني أنعي إلى اللبنانيين كبيراً من كبار لبنان، وقامة وطنية من قاماته التي ما بدّلت تبديلاً، نذرت جل حياتها دفاعاً عن الوطن وعن إنسانه ووحدة ترابه وهويته الوطنية والقومية، جهاداً متواصلاً بالقول والعمل والكلمة الفصل الطيبة … عنيت به رفيق الدرب دولة رئيس مجلس النواب السابق السيد حسين الحسيني والذي برحيله وارتحاله إلى جوار ربه نفقد ويفقد لبنان قيمة إنسانيه وتشريعية ونضالية لا تعوّض". 

### ميقاتي
نعى رئيس الحكومة اللبنانية نجيب ميقاتي في بيان، الحسيني، قائلا:
لبنان فقد اليوم قامة وطنيّة ودستوريّة أصيلة هو دولة الرئيس حسين الحسيني. وبغيابه تطوى صفحة مشرقة من تاريخ العمل السياسي والبرلماني العريق… لقد شكل حضور الرئيس حسين الحسيني علامة فارقة في تاريخ العمل النيابي في لبنان، وطبع العمل التشريعي بخطوات أساسية على مدى سنوات عديدة. وكان لدوره الرائد في حقبة مؤتمر "اتفاق الطائف" فضل كبير في إقرار "وثيقة الوفاق الوطني" التي أنهت الحرب اللبنانية. كما عرف، بحسه الوطني وإدراكه العميق لخصوصية لبنان ودوره، كيف يؤمن التوازنات اللبنانية في صلب إصلاحات دستورية تشكل ضمانة الاستقرار في لبنان، فيما لو جرى تطبيقها بالكامل واستكمل تنفيذها".

### الحريري
غرّد رئيس الحكومة الأسبق سعد الحريري عبر "تويتر": 
"رحم الله الرئيس حسين الحسيني، بوفاته يكون لبنان قد خسر رجلاً كبيراً من رجال الطائف لطالما شكل الاعتدال نبراسه، والحوار طريقه والدستور كتابه، وتجديد الوفاق الوطني هدفه. اسأل الله ان يتغمده بواسع رحمته وان يلهم عائلته الصبر والسلوان".
وقد عزّت عدة شخصيات سياسية ودينية واجتماعية واقتصادية ونقابية، بوفاة الحسيني.